# ポッピ
ポッピ (伊: Poppi) は、イタリア共和国トスカーナ州アレッツォ県にある、人口約5,800人の基礎自治体（コムーネ）。

## 地理

### 位置・広がり

#### 隣接コムーネ
隣接するコムーネは以下の通り。括弧内のFCはフォルリ＝チェゼーナ県所属を示す。
- バーニョ・ディ・ロマーニャ (FC)
- ビッビエーナ
- カステル・フォコニャーノ
- カステル・サン・ニッコロ
- キウージ・デッラ・ヴェルナ
- オルティニャーノ・ラッジョーロ
- プラトヴェッキオ・スティーア

### 気候分類・地震分類
ポッピにおけるイタリアの気候分類 (it) および度日は、zona E, 2306 GGである。
また、イタリアの地震リスク階級 (it) では、zona 2 (sismicità media) に分類される。

## 行政

### 分離集落
ポッピには以下の分離集落（フラツィオーネ）がある。
- Avena, Badia Prataglia, Becarino, Camaldoli, Filetto, Fronzola, Larniano, Lierna, Loscove, Memmenano, Moggiona, Ponte a Poppi, Porrena, Quorle, Quota, Riosecco, Sala, San Martino a Monte, San Martino in Tremoleto

## 姉妹都市
- Palafolls、スペイン 1990年-
- アクス＝レ＝テルム、フランス 2008年-

## 文化・観光
「イタリアの最も美しい村」クラブ加盟コムーネである。